# Калъат-Симъан
Калъат-Симъан, или Калат-Симан (крепость Симеона, араб. قلعة سمعان‎) — раннехристианский монастырь и место паломничества в районе мёртвых городов на севере Сирии. Возник на месте, где служил и умер первый христианский столпник Симеон Столпник. Руины расположены в 35 км на северо-запад от Алеппо по дороге в Африн.
При императоре Зеноне (474–491) были построены паломнические дороги между Антиохией и Дейр-Симъан. Строительство монастыря датируется между 476 и 490 годом. Церковный ансамбль включает восьмиугольное главное помещение, в котором расположена 18-метровая колонна Симеона, от которого в виде креста в каждую сторону света расходятся трёхнефные базилики. В восточной базилике с тремя апсидами производилось священнодействие.
В 2011 году монастырский комплекс включён в Список Всемирного наследия ЮНЕСКО.

## Галерея

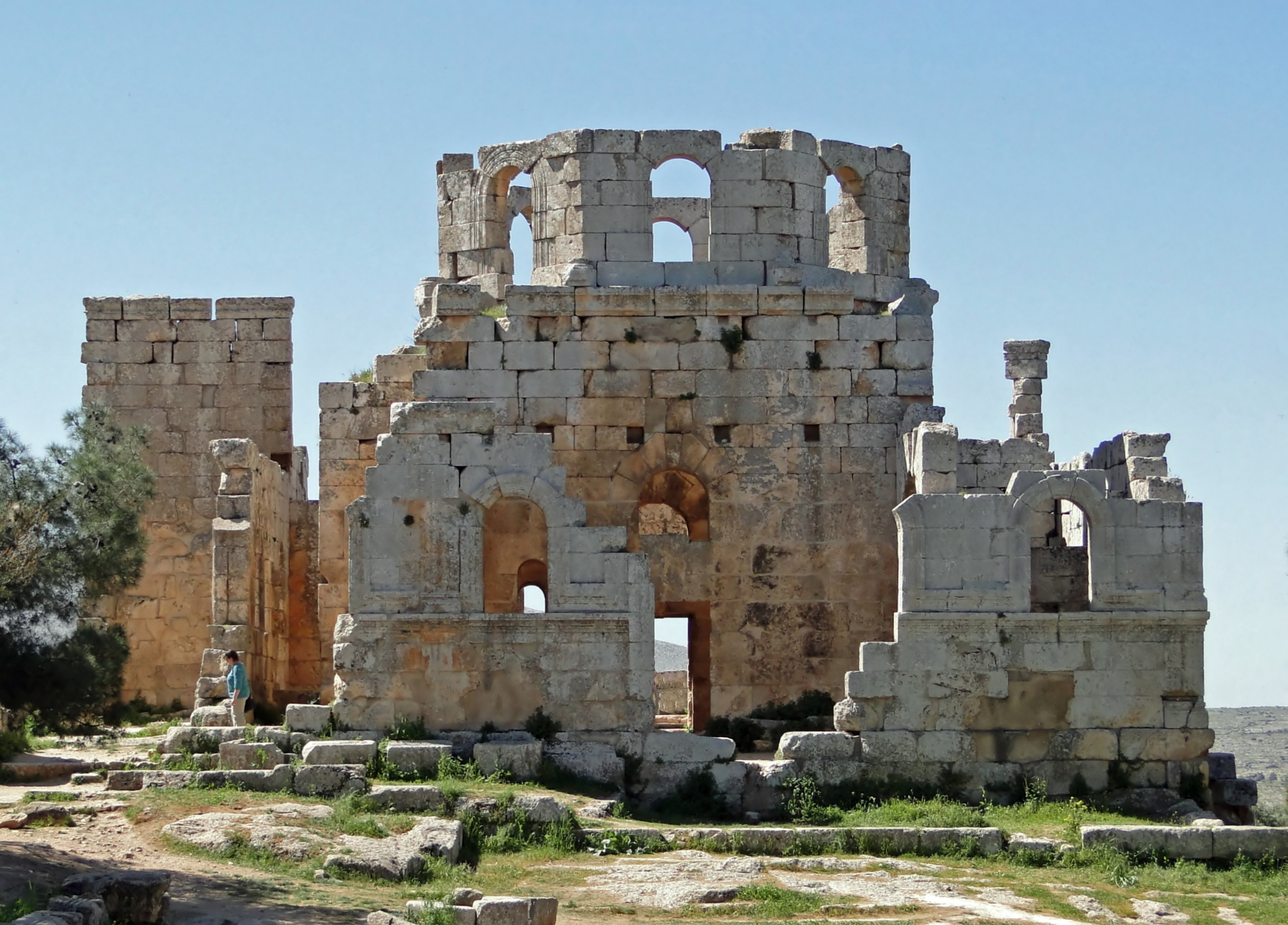
Баптистерий
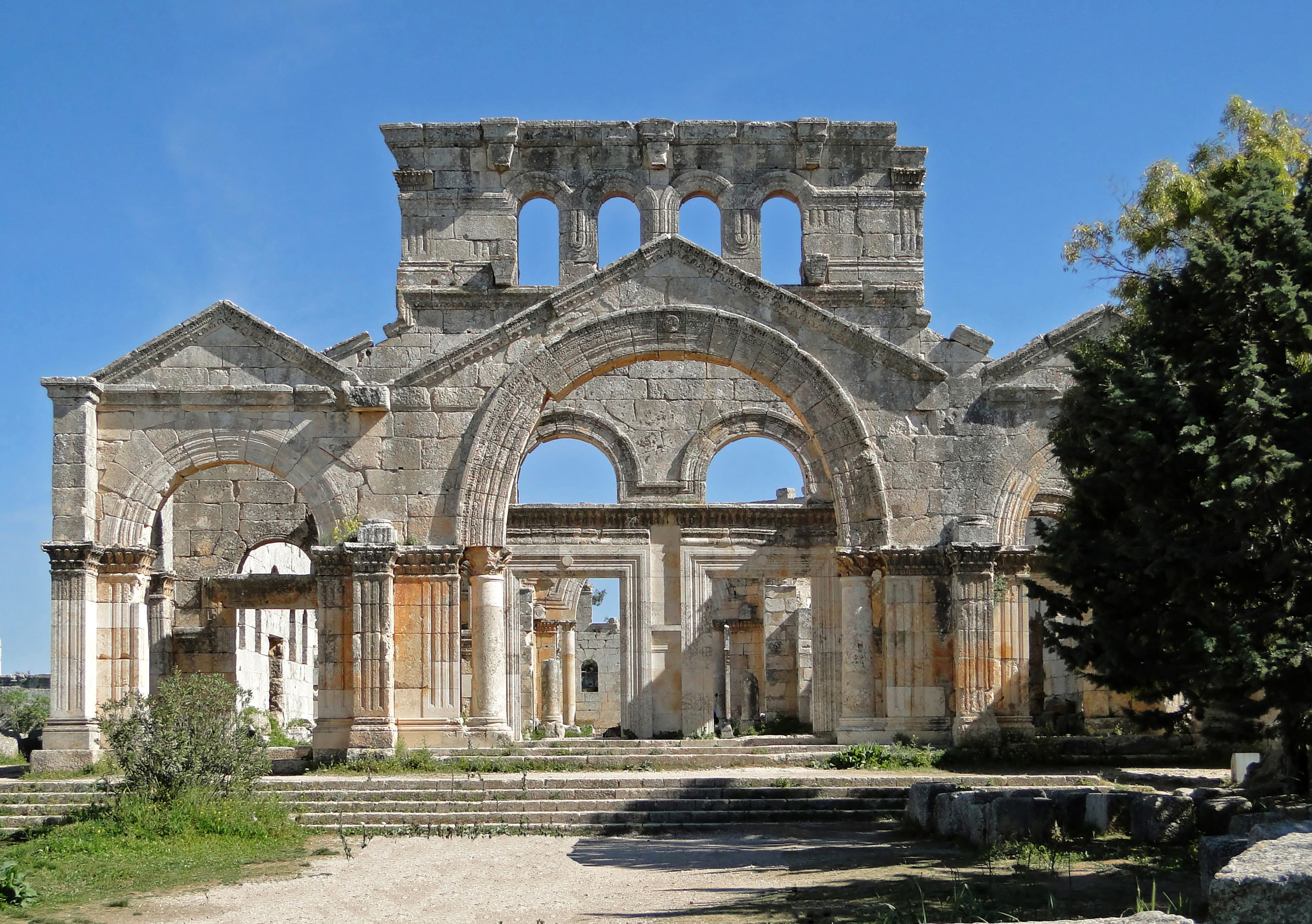
Южный фасад
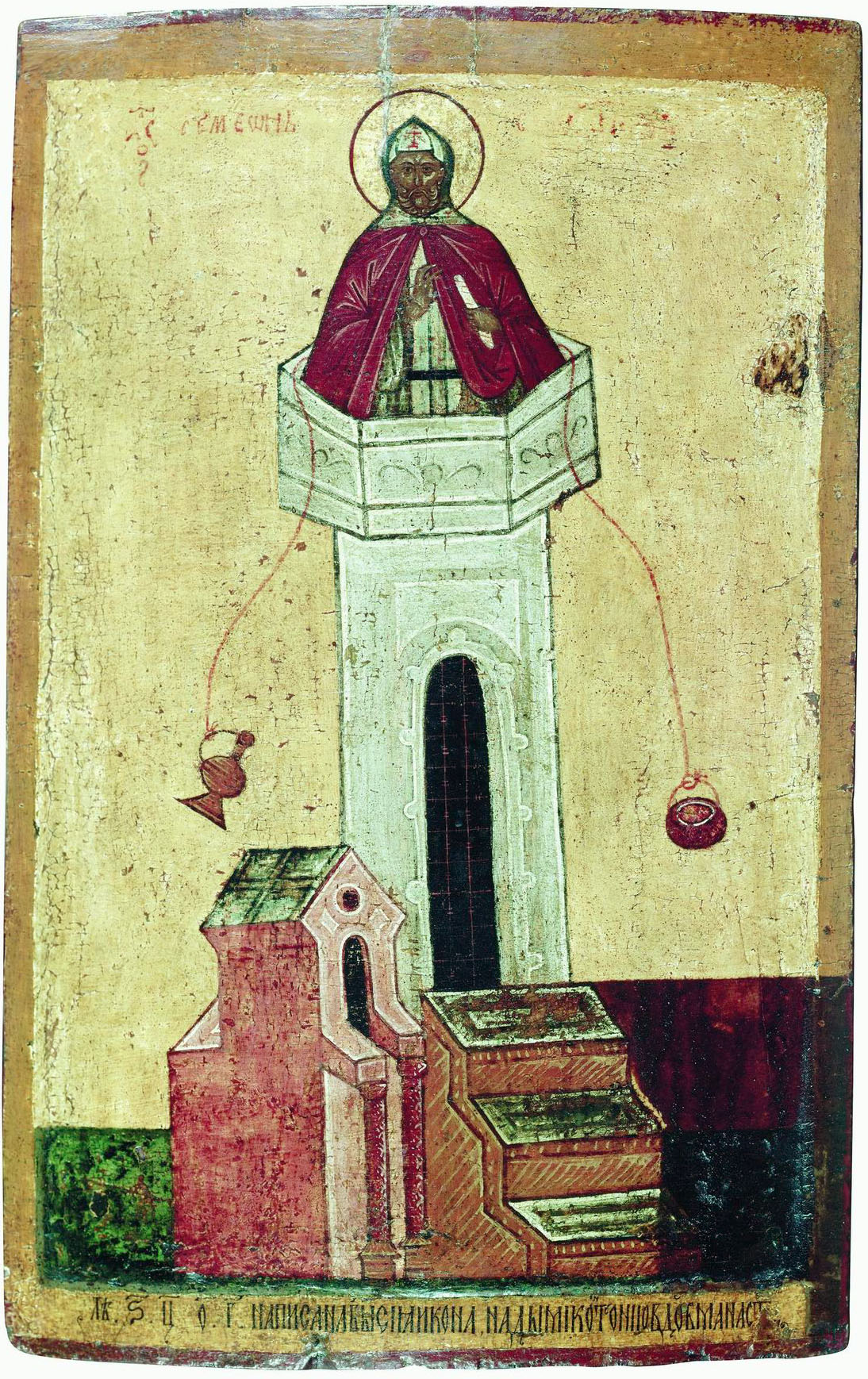
Икона Святого Симеона
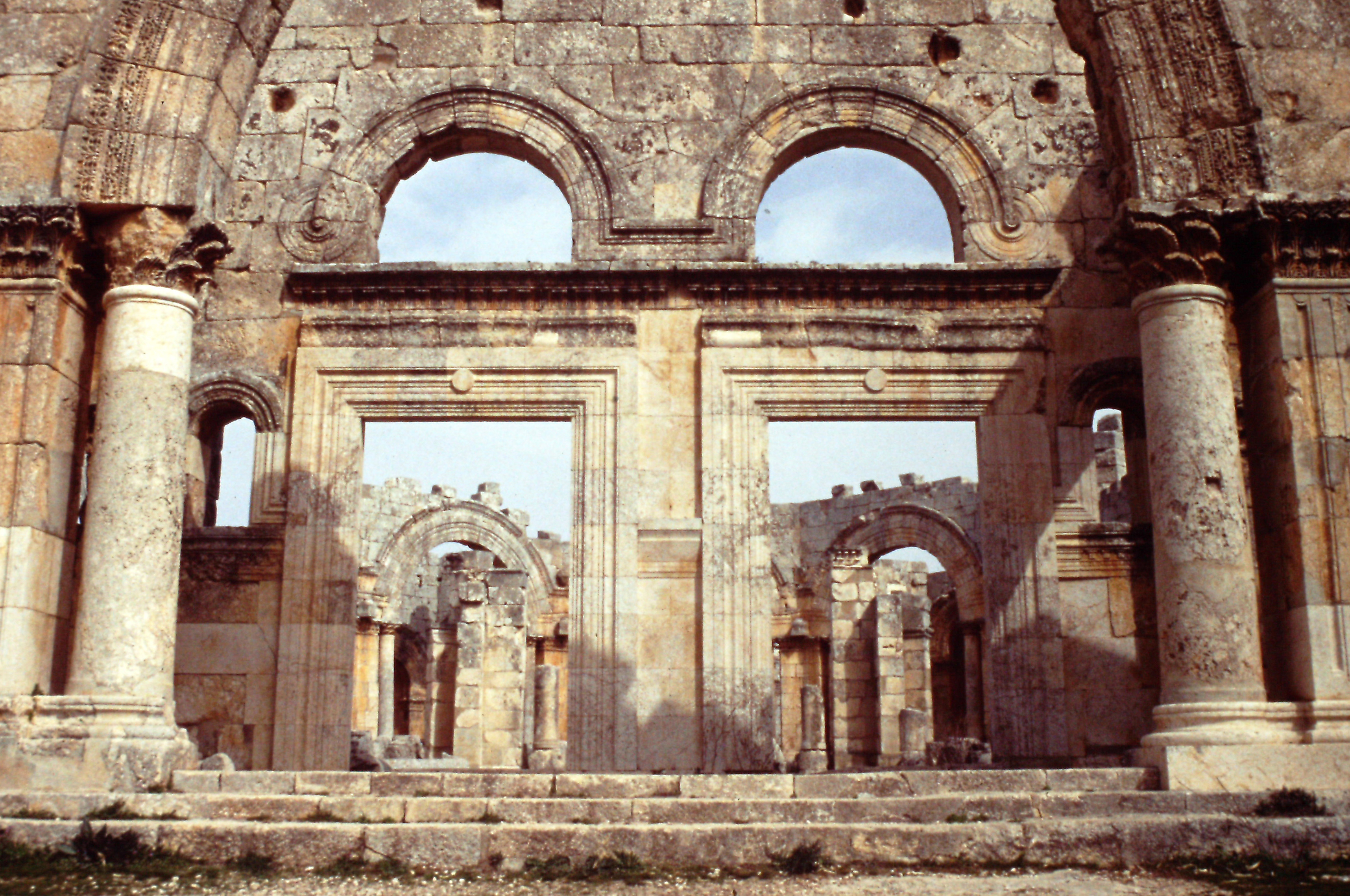
Фасад
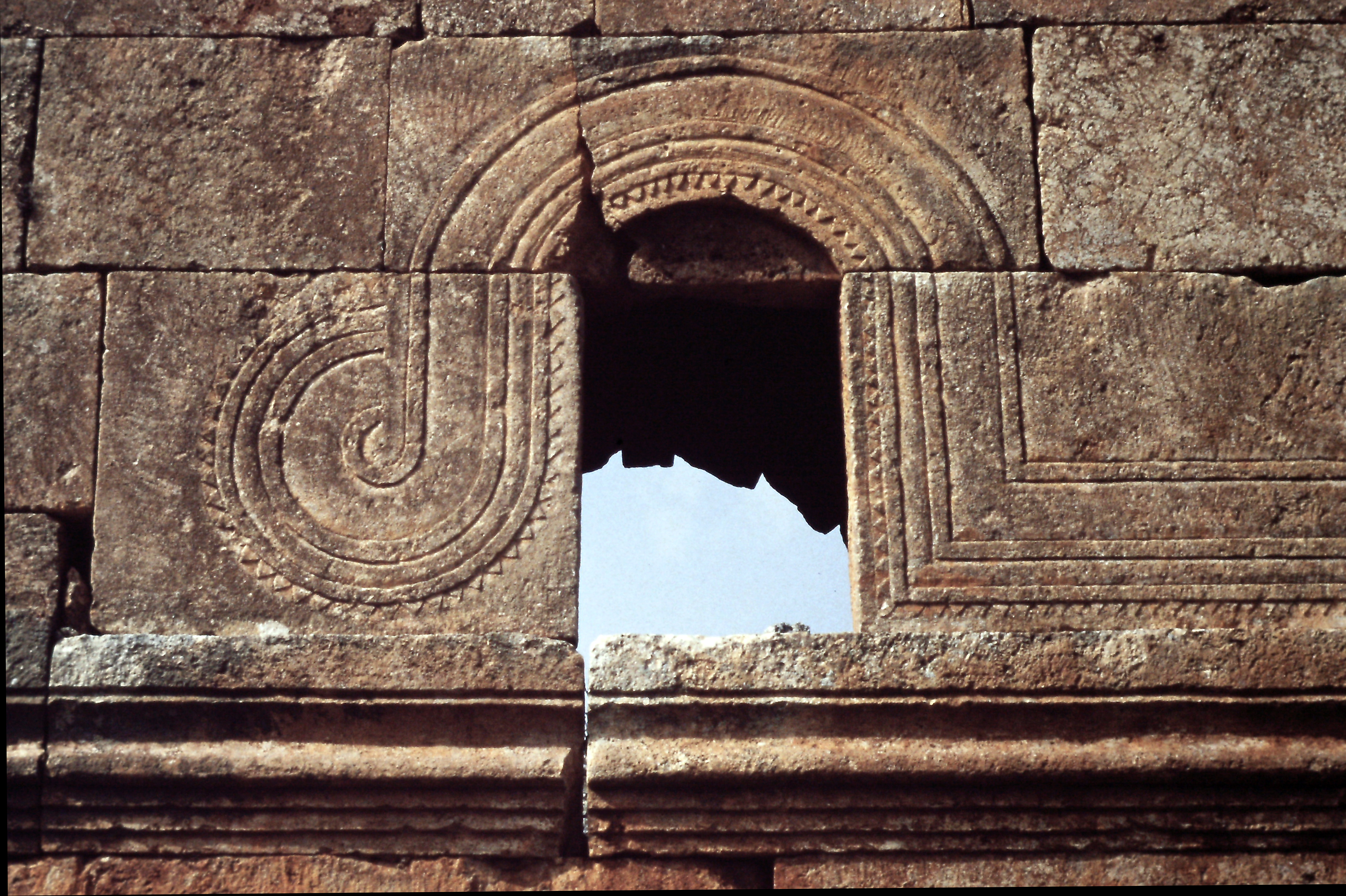
Узор на стенах церкви
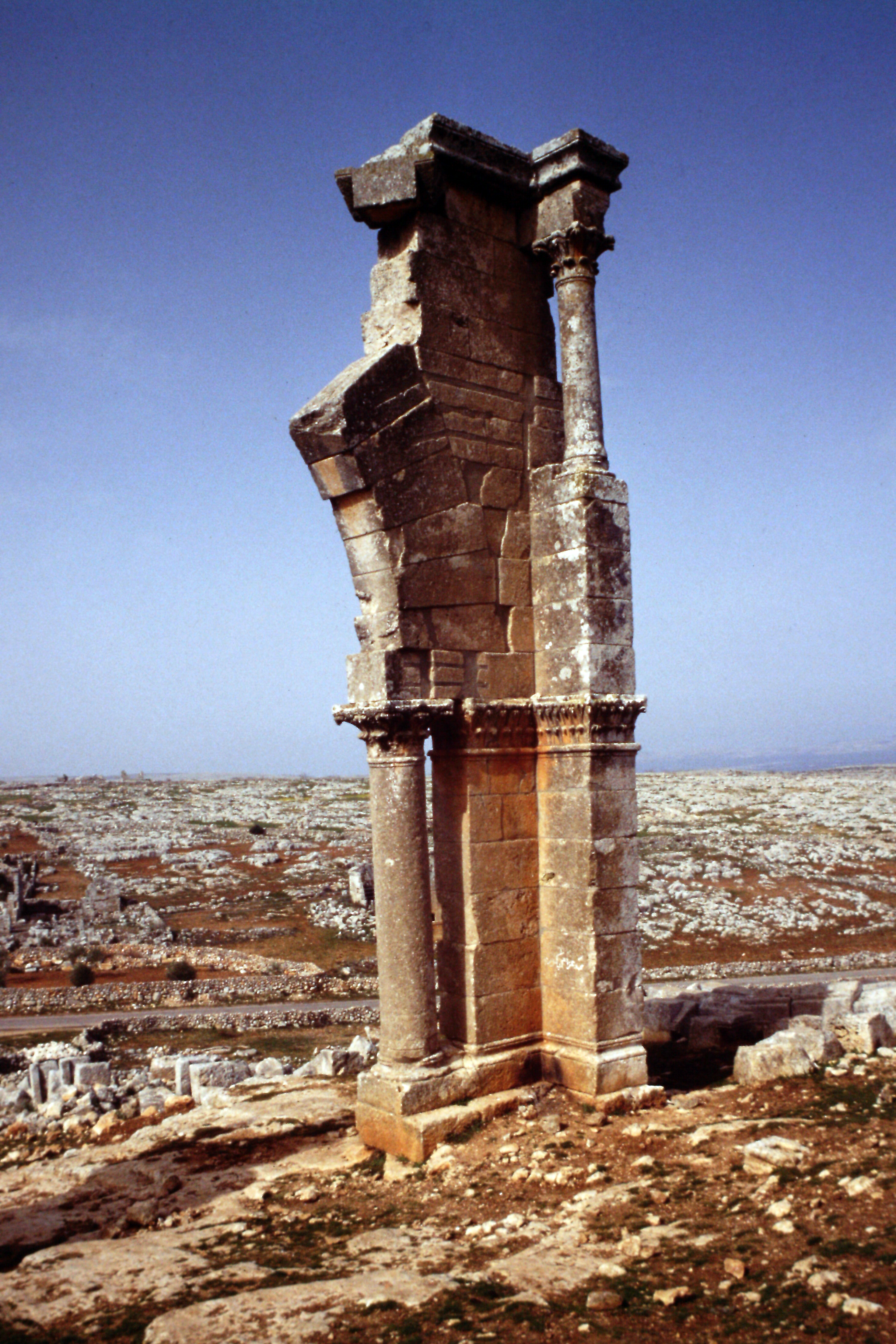
Остатки атриума
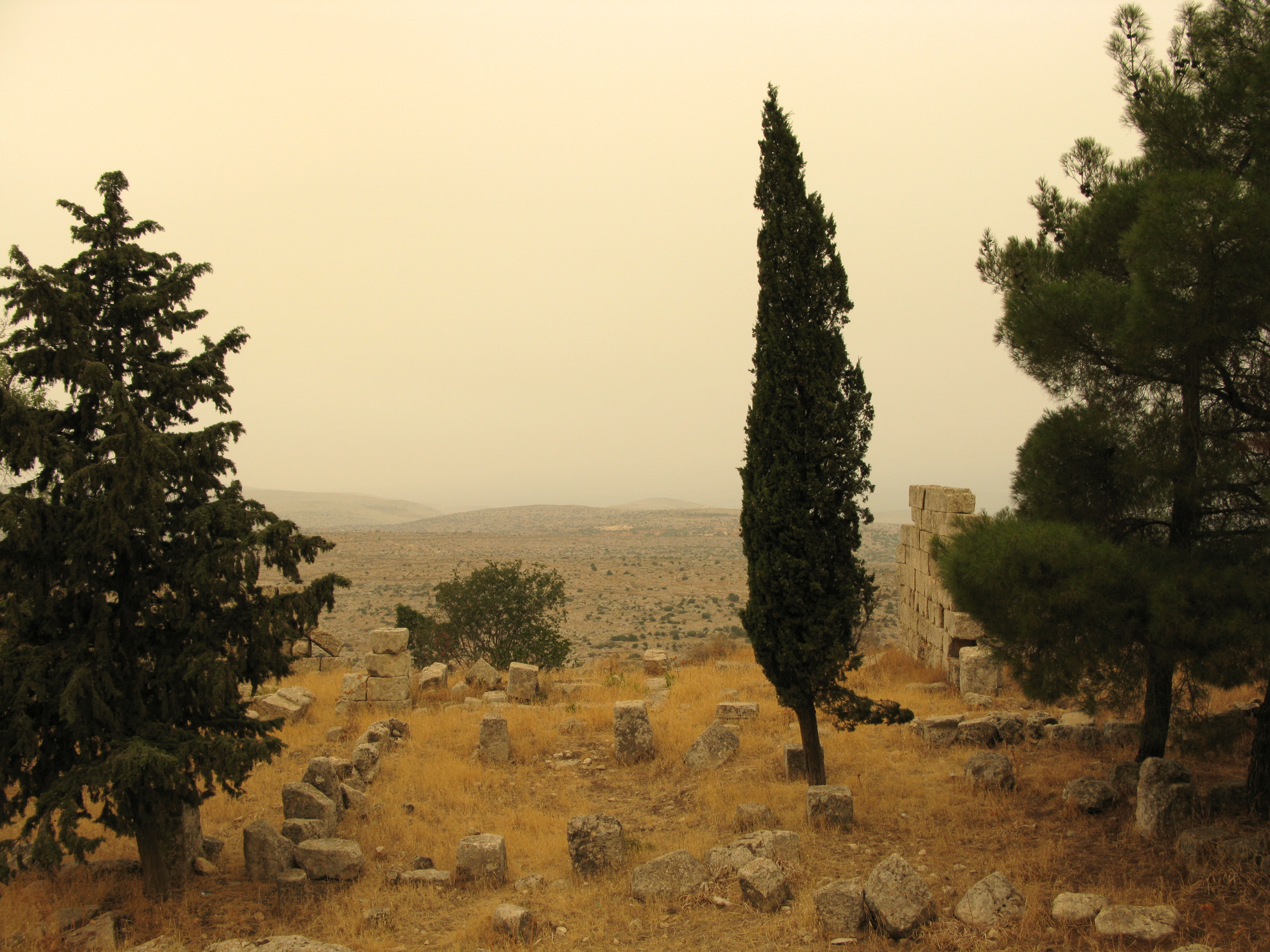
Вид с вершины горы
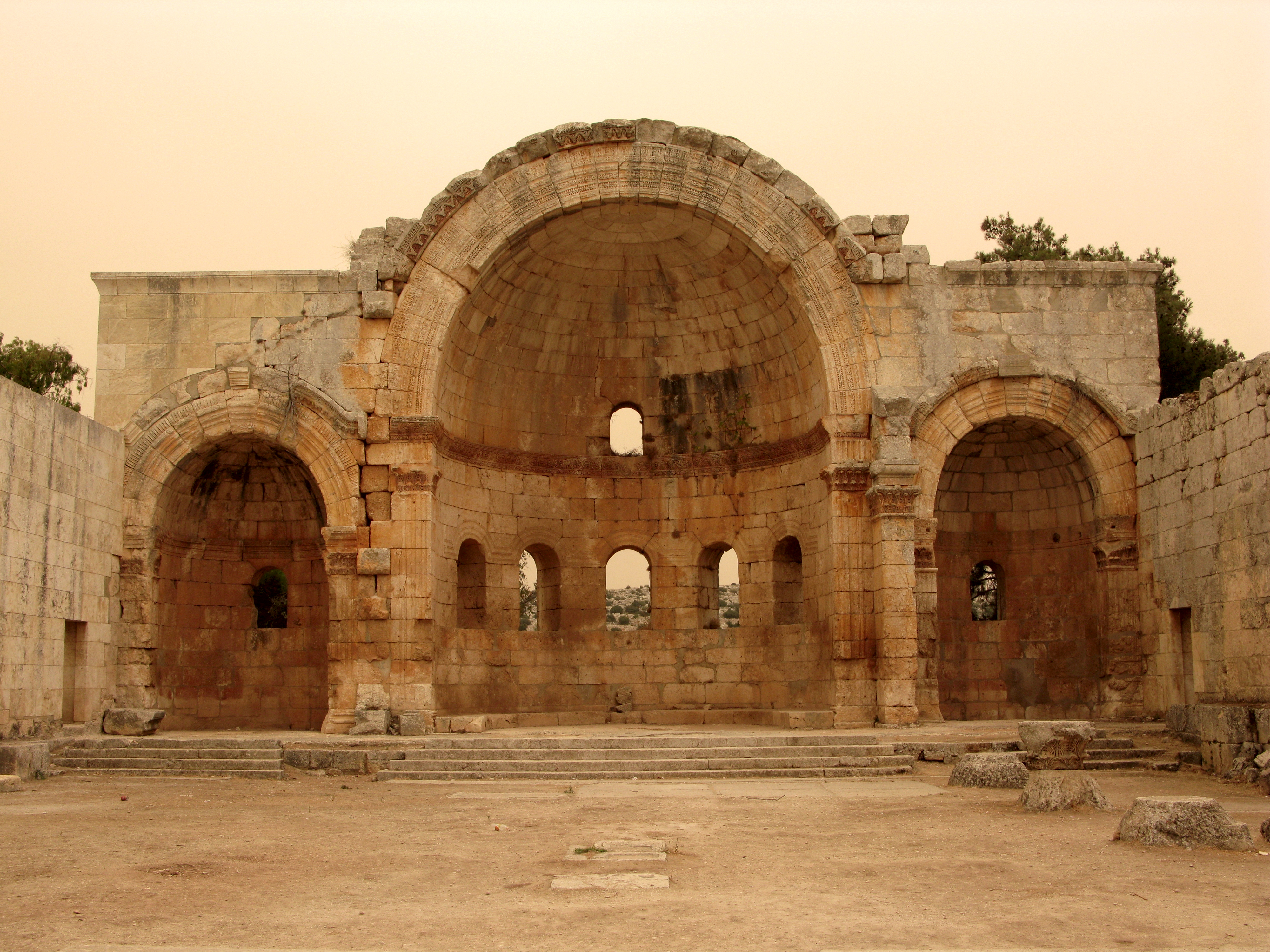
Интерьеры